# Соколовское сельское поселение (Немский район)
Соколовское сельское поселение — упразднённое муниципальное образование в составе Немского района Кировской области России, существовавшее в 2006 — 2011 годах.
Административный центр — село Соколово.

## История
Соколовское сельское поселение образовано 1 января 2006 года согласно Закону Кировской области от 07.12.2004 № 284-ЗО.
Законом Кировской области от 5 июля 2011 года № 18-ЗО поселение упразднено, все населённые пункты включены в состав Архангельского сельского поселения.

## Населённые пункты
В состав поселения входило 5 населённых пунктов:
- село: Соколово.
- деревни: Барановщина, Дымково, Печище, Талик.